# Jacobsen-Syndrom
Das Jacobsen-Syndrom ist eine Chromosomenaberration (=Chromosomenstörung), bei der im q-Arm des Chromosoms 11 eine Deletion aufgetreten ist. Diese Deletion ist meist terminal, das heißt, sie umfasst das Telomer. Die Größe der Deletion ist jedoch nicht immer gleich, sondern variiert bei den Betroffenen. Das Syndrom ist äußerst selten und wurde von der dänischen Ärztin  Petra Jacobsen zuerst beschrieben.

## Symptome
Die Symptome des Jacobsen-Syndroms sind sehr unterschiedlich und variabel stark ausgeprägt. Ein charakteristischer Phänotyp ist dennoch erkennbar.

### Charakteristischer Phänotyp

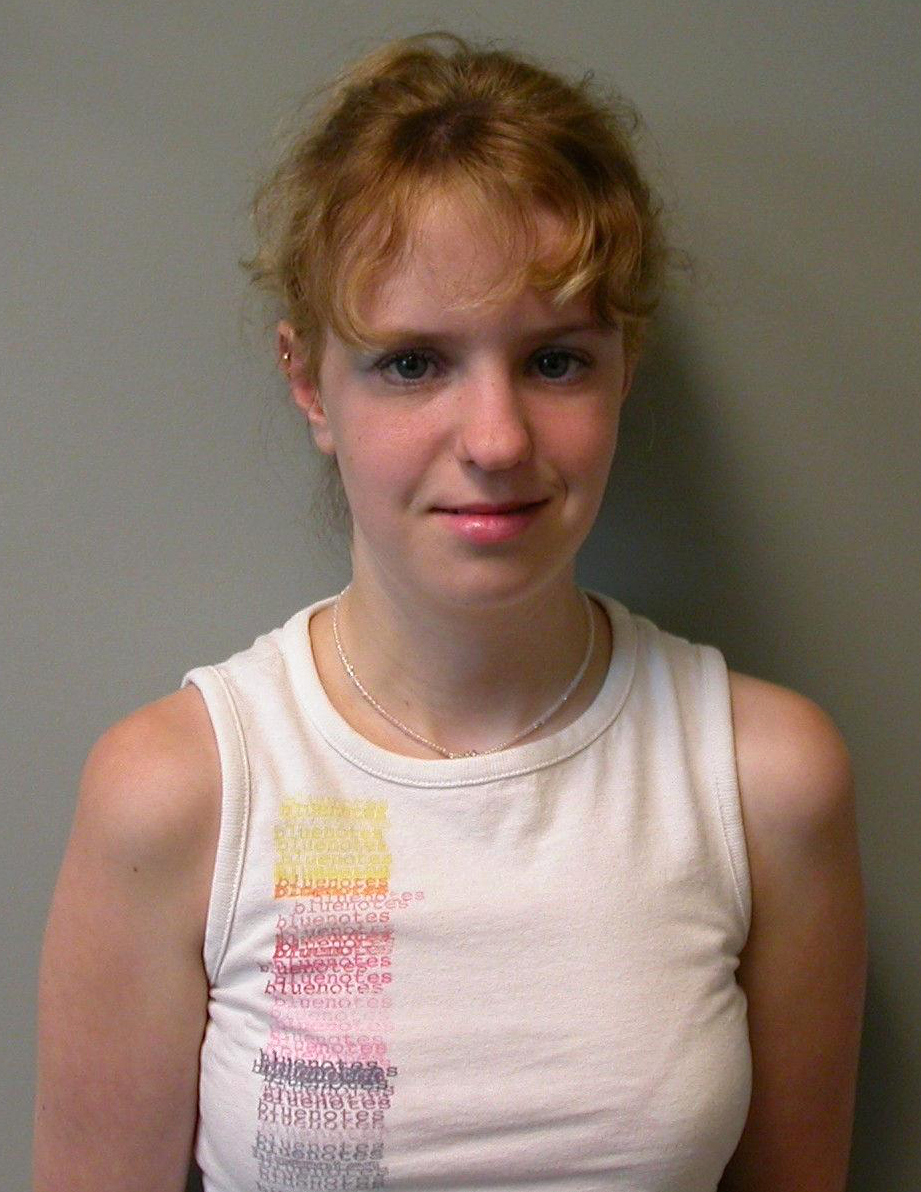
Typische Merkmale bei einem 17-jährigen Mädchen: langes Gesicht, überhängende Nase mit knollenförmiger Spitze, ausgeprägtes Philtrum und vorstehende Unterlippe

- Trigonocephalie (Dreiecksförmiger Kopf)
- Hypertelorismus (weit auseinanderstehende Augen)
- Vermindertes Wachstum
- Entwicklungsverzögerungen
- Nicht-horizontale Augenlidfalte
- Strabismus (Schielen)
- Epikanthus medialis (Mongolenfalte)
- Herabfallende Unterlippe
- Mandibuläre Retrognathie (Zurückgezogener Kiefer)
- Ausgeprägtes Philtrum
- Gespaltener Gaumen
- Kurzer Nacken
- Tiefständige und dysplastische Ohren
- Weit auseinanderliegende Brustwarzen
- Handfurchen

Nicht nur das Äußerliche ist bei den betroffenen Personen verändert, sondern sie leiden oft auch unter Organfehlbildungen und Funktionsstörungen.

### Organe
Das häufigste Krankheitssymptom tritt bei 94 % der Betroffenen auf. Es handelt sich dabei um das Paris-Trousseau-Syndrom, eine angeborene Verminderung der Thrombozytenproduktion, was zu verstärkten Blutungen führt.
56 % der Betroffenen leiden unter einer angeborenen Fehlbildung des Herzens. Dies ist in 2/3 der Fälle das Fehlen oder eine Hypoplasie des linken Ventrikels.

### Neuronal und kognitiv
Die meisten Kinder leiden unter einer leichten (IQ<80) bis mittleren (IQ<50) geistigen Retardierung (Behinderung). Selten ist eine normale geistige Entwicklung anzutreffen.
Die Patienten verfügen über ein normales Auffassungsvermögen, haben jedoch leichte bis mittlere Störungen in ihrer Expressivität, also dem Vermögen sich auszudrücken. Eine Störung der Fein- und Grobmotorik ist zudem häufig.

### Optisches System
11 % der Betroffenen leiden unter einem Iriskolobom. Dies ist ein Defekt der Regenbogenhaut, der durch einen mangelhaften Augenbecherverschluss entsteht. Zudem tritt häufig eine Katarakt (Grauer Star) und eine dysplastische Retina auf.

## Molekulare Aspekte
Die Deletion im q-Arm des 11. Chromosoms entsteht durch einen Bruch innerhalb des Chromosoms. Die häufigste Bruchstelle ist dabei die Stelle 11q23.3, die auch FRA11B genannt wird. An dieser Stelle des Chromosoms findet man eine Reihe an Wiederholungen des Nukleotidtripletts „CCG“ vor, welche man auch als CCG-repeats bezeichnet.
Beim Jacobsen-Syndrom kommt es zur Expansion und Hypermethylisierung der CCG-repeats. Dadurch wird die folsäureempfindliche fragile site in FRA11B exprimiert, was vermutlich zum Bruch führt.
Es sind noch 6 weitere Bruchstellen unterhalb der FRA11B entdeckt worden. Alle enthalten CCG-repeats, jedoch keine weitere folsäureempfindliche fragile site. Diese Deletionen werden ausschließlich vom Vater vererbt. Dies deutet auf paternales Imprinting hin. Warum dies der Fall ist und warum hier ein Bruch des Chromosoms stattfinden kann, ist jedoch ungeklärt.

## Prognose
Etwa ein Fünftel betroffener Kinder stirbt innerhalb der ersten beiden Lebensjahre. Die häufigste Todesursache ist dabei ein angeborener Herzfehler, gelegentlich auch an Blutungen. Durch eine Herzoperation, Logopädie, Thrombozytentransfusionen und regelmäßige Kontrolluntersuchungen kann die Lebenserwartung und die Lebensqualität jedoch leicht verbessert werden. Zur Lebenserwartung die ersten beiden Jahre überlebender Patienten sind bislang keine Angaben publiziert.